# Santuário de Nossa Senhora Peregrina (Fatubessi)

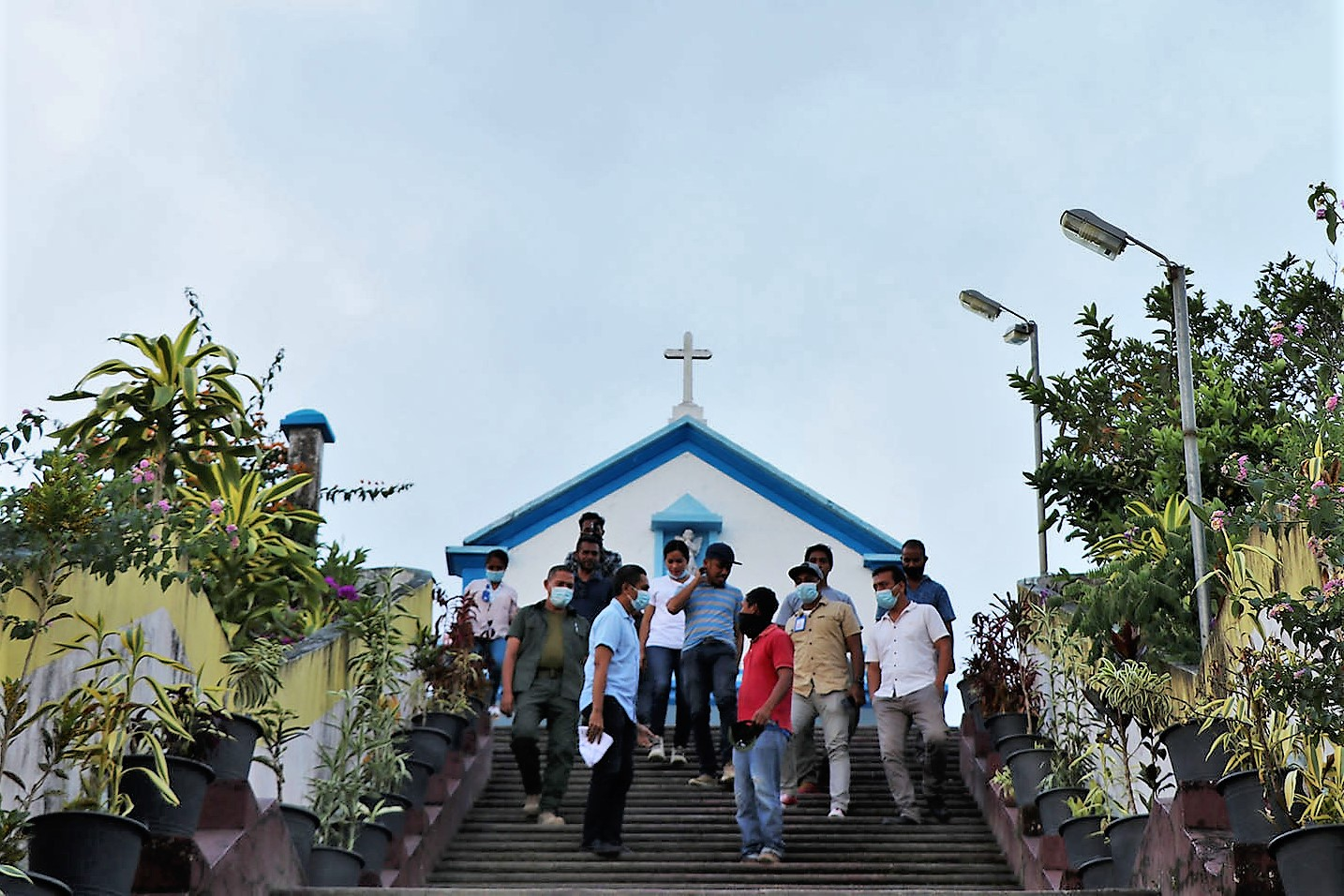
Die Kapelle (2021)

Die Santuário de Nossa Senhora Peregrina (deutsch Heiligtum der Pilgernden Gottesmutter, tetum Kapela Nain Feto Virgem Peregrina Fatubessi) ist eine römisch-katholische Kapelle im osttimoresischen Ort Fatubessi (Aldeia Peregrinação, Suco Fatubessi, Verwaltungsamt Hatulia B, Gemeinde Ermera).
Die Kapelle steht prominent auf einem Hügel, der sich in der Siedlung erhebt und ist über eine breite Treppe erreichbar. Ursprünglich war das Gebäude Teil der Fazenda der Sociedade Agrícola Pátria e Trabalho (SAPT), deren Kaffeeplantagen hier vom portugiesischen Gouverneur José Celestino da Silva (1894–1908) gegründet wurden. Die Kapelle wurde im Auftrag der Nachkommen des Gouverneurs, die weiterhin große Anteile an der SAPT hielten, in wenigen Monaten errichtet und am 13. Oktober 1939 vom Priester Francisco Madeira geweiht. Das Gebäude hat eine Fläche von 12,20 Quadratmeter, der Portikus misst vier Meter.

Bei der Kapelle Santuário de Nossa Senhora Peregrina von Fatubessi
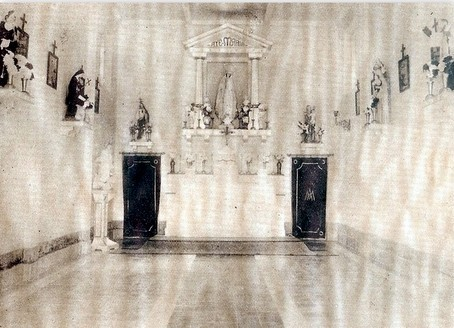
Das Innere der Kapelle (1939)
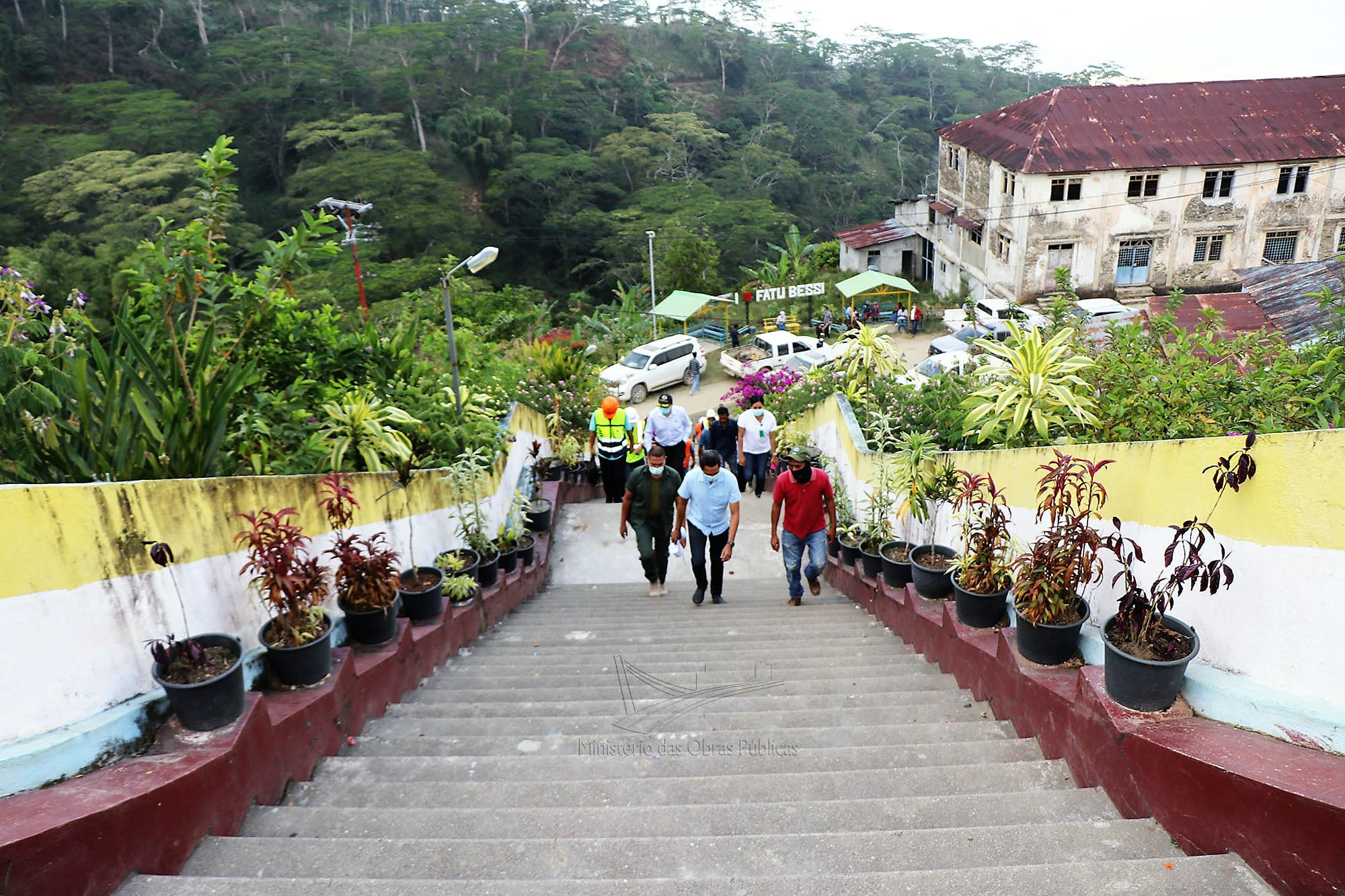
Die Treppe zur Kapelle
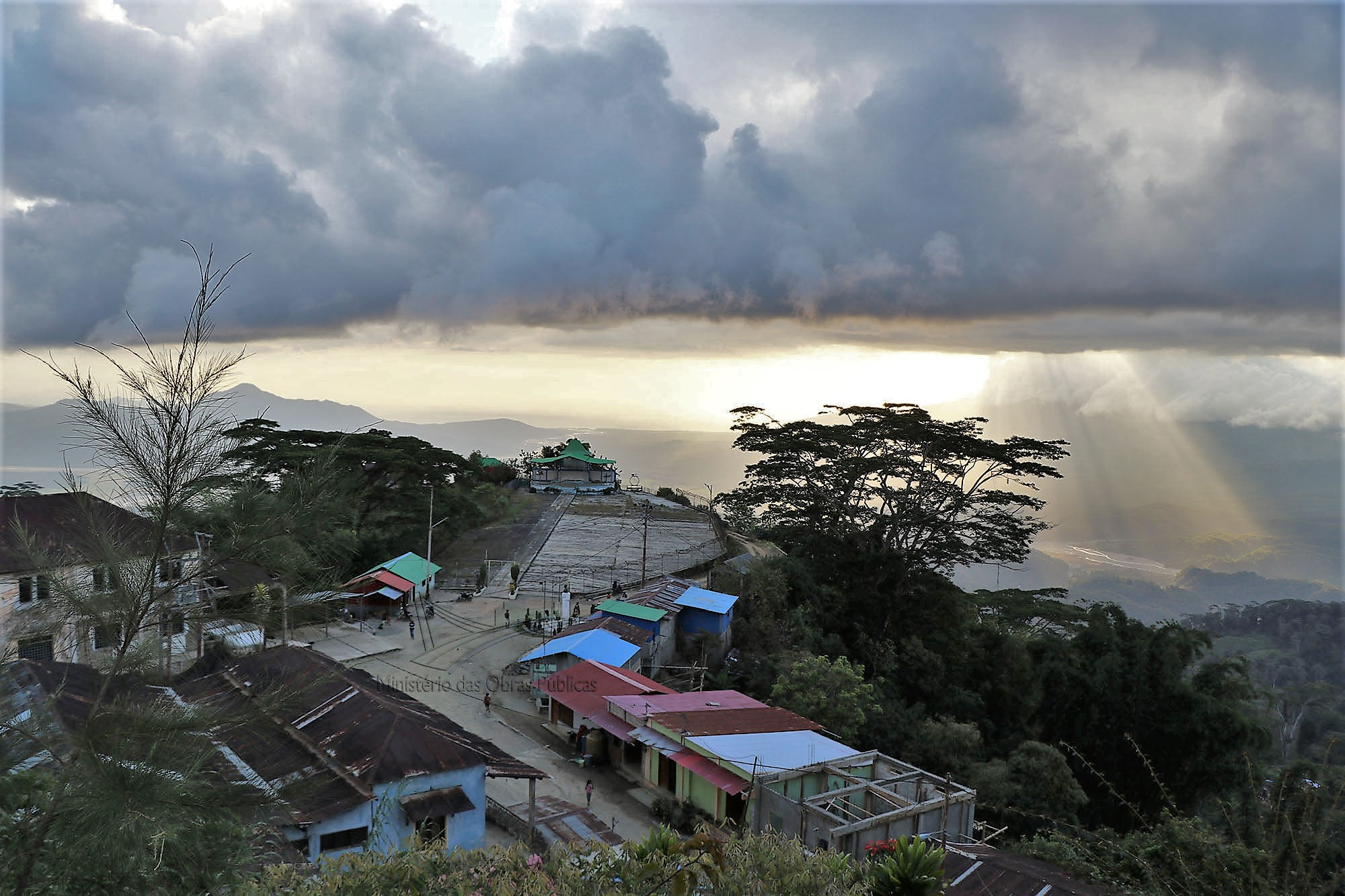
Blick von der Kapelle hinab auf den Ort
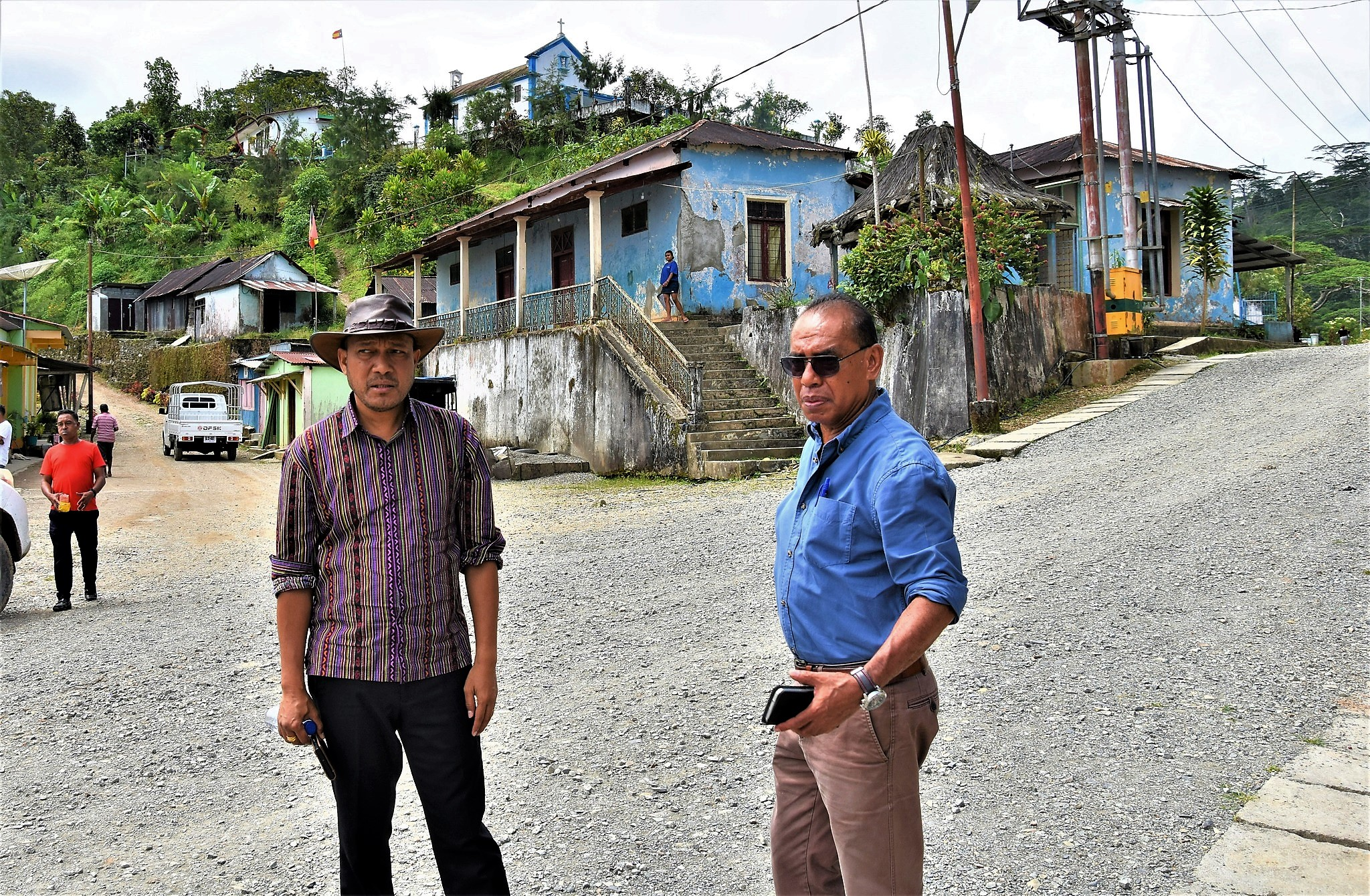
Blick zur Kapelle hinauf